# المنفذ (فلم)
المنفذ (بالإنجليزية: The Enforcer) هو فيلم من أفلام الممثل الشهير كلنت ايستود. وكان بطلها بشخصية من أحد أشهر الشخصيات السينمائية في سلسلة أفلام «هاري القذر» وكان هذا ثالث أفلام هذه الشخصية في واحدة من سلاسل هوليوود الخالدة، في سنة 1976.

## روابط خارجية
- مقالات تستعمل روابط فنية بلا صلة مع ويكي بيانات